# NBA Most Improved Player Award
L'NBA Most Improved Player Award è il riconoscimento che ogni anno la NBA conferisce al giocatore che più si è migliorato rispetto alle stagioni precedenti.
Il premio fu conferito per la prima volta nella stagione 1985-1986.

## Vincitori
| * | Membri del Naismith Memorial Basketball Hall of Fame |

| Stagione  | Nazionalità | Giocatore             | Squadra             |
| --------- | ----------- | --------------------- | ------------------- |
| 1985-1986 | Stati Uniti | Alvin Robertson       | San Antonio Spurs   |
| 1986-1987 | Stati Uniti | Dale Ellis            | Seattle S.Sonics    |
| 1987-1988 | Stati Uniti | Kevin Duckworth       | Portland T. Blazers |
| 1988-1989 | Stati Uniti | Kevin Johnson         | Phoenix Suns        |
| 1989-1990 | Libano      | Rony Seikaly          | Miami Heat          |
| 1990-1991 | Stati Uniti | Scott Skiles          | Orlando Magic       |
| 1991-1992 | Stati Uniti | Pervis Ellison        | Washington Bullets  |
| 1992-1993 | Stati Uniti | Mahmoud Abdul-Rauf    | Denver Nuggets      |
| 1993-1994 | Stati Uniti | Don MacLean           | Washington Bullets  |
| 1994-1995 | Stati Uniti | Dana Barros           | Philadelphia 76ers  |
| 1995-1996 | Romania     | Gheorghe Mureșan      | Washington Bullets  |
| 1996-1997 | Stati Uniti | Isaac Austin          | Miami Heat          |
| 1997-1998 | Stati Uniti | Alan Henderson        | Atlanta Hawks       |
| 1998-1999 | Stati Uniti | Darrell Armstrong     | Orlando Magic       |
| 1999-2000 | Stati Uniti | Jalen Rose            | Indiana Pacers      |
| 2000-2001 | Stati Uniti | Tracy McGrady         | Orlando Magic       |
| 2001-2002 | Stati Uniti | Jermaine O'Neal       | Indiana Pacers      |
| 2002-2003 | Stati Uniti | Gilbert Arenas        | G.S. Warriors       |
| 2003-2004 | Stati Uniti | Zach Randolph         | Portland T. Blazers |
| 2004-2005 | Stati Uniti | Bobby Simmons         | L.A. Clippers       |
| 2005-2006 | Francia     | Boris Diaw            | Phoenix Suns        |
| 2006-2007 | Stati Uniti | Monta Ellis           | G.S. Warriors       |
| 2007-2008 | Turchia     | Hidayet Türkoğlu      | Orlando Magic       |
| 2008-2009 | Stati Uniti | Danny Granger         | Indiana Pacers      |
| 2009-2010 | Stati Uniti | Aaron Brooks          | Houston Rockets     |
| 2010-2011 | Stati Uniti | Kevin Love            | Minnesota T'wolves  |
| 2011-2012 | Stati Uniti | Ryan Anderson         | Orlando Magic       |
| 2012-2013 | Stati Uniti | Paul George           | Indiana Pacers      |
| 2013-2014 | Slovenia    | Goran Dragić          | Phoenix Suns        |
| 2014-2015 | Stati Uniti | Jimmy Butler          | Chicago Bulls       |
| 2015-2016 | Stati Uniti | C.J. McCollum         | Portland T. Blazers |
| 2016-2017 | Grecia      | Giannīs Antetokounmpo | Milwaukee Bucks     |
| 2017-2018 | Stati Uniti | Victor Oladipo        | Indiana Pacers      |
| 2018-2019 | Camerun     | Pascal Siakam         | Toronto Raptors     |
| 2019-2020 | Stati Uniti | Brandon Ingram        | N.O. Pelicans       |
| 2020-2021 | Stati Uniti | Julius Randle         | N.Y. Knicks         |
| 2021-2022 | Stati Uniti | Ja Morant             | Memphis Grizzlies   |
| 2022-2023 | Finlandia   | Lauri Markkanen       | Utah Jazz           |
| 2023-2024 | Stati Uniti | Tyrese Maxey          | Philadelphia 76ers  |
| 2024-2025 | Australia   | Dyson Daniels         | Atlanta Hawks       |